# ドキドキドン!一年生/ドレミファンタジー
ドキドキドン!一年生/ドレミファンタジー（どきどきどんいちねんせい・どれみふぁんたじー）はフジテレビの子供向けの番組『ひらけ!ポンキッキ』のオリジナルナンバーとして発表、1986年2月21日にキャニオン・レコードよりリリースされたレコード。規格基盤は6G-0082。

## 解説

### ドキドキドン!一年生
小学一年生になり学校へ。1番目は入学と友達。2番目は給食。3番目は成長と勉強がそれぞれテーマで送る卒園ソング。
卒園ソングの定番曲として認知されている。

## 収録曲
1. ドキドキドン!一年生
  - 作詞：伊藤アキラ / 作曲、編曲：桜井順 / 唄：ぶんけかな
2. ドレミファンタジー
  - 作詞：吉澤久美子 / 作曲：ルイス・エンリケ / 編曲：中西俊博 / 唄：森の木児童合唱団

## 収録アルバム
- ひらけ!ポンキッキ 最新ベストヒットアルバム（1986年2月21日、ポニーキャニオン）（1のみ）
- ひらけ!ポンキッキ からだ元気?~おはようダンス（1986年11月21日、ポニーキャニオン）（1，2のみ）
- ひらけ!ポンキッキ大全集(3)（1989年2月21日、ポニーキャニオン）（1のみ）
- ひらけ!ポンキッキ 50周年アニバーサリーベスト（2023年4月2日、ポニーキャニオン）（1のみ）

## カバー
ドキドキドン!一年生
- キャイ〜ン - 2000年発売『P-kies 20th Century New Trax』に収録。
- 鹿島かんな - 日本コロムビア版カバー。1990年12月1日発売『最新版 こどものうたベスト50』（COCC-6997〜8）などに収録。
- スマイルキッズ - キングレコード版カバー。2010年発売『卒園ベストソングス』などに収録。